# Diplura annectens
Diplura annectens är en spindelart som först beskrevs av Philipp Bertkau 1880.  
Diplura annectens ingår i släktet Diplura och familjen Dipluridae. Inga underarter finns listade i Catalogue of Life.